# Shaun Harris
Pour les articles homonymes, voir Harris.
Shaun Harris, né le 14 septembre 1983, est un nageur sud-africain.

## Carrière
Shaun Harris est médaillé d'or du relais 4 × 100 mètres quatre nages, médaillé d'argent du 50 mètres nage libre ainsi que du relais 4 × 100 mètres nage libre et médaillé de bronze du 100 mètres nage libre aux Championnats d'Afrique de natation 2006 à Dakar.
Aux Jeux africains de 2007 à Alger, il est médaillé d'or du relais 4 × 100 mètres nage libre.